# 贝沙拉·扈利
贝沙拉·哈利勒·埃尔·扈利（阿拉伯语：‎；1890年8月10日—1964年1月11日），黎巴嫩政治人物，黎巴嫩首任总统，任期为 1943年9月21日至1952年9月18日，除1943年中断 11 天（11月11日至22日）。此前，他曾担任两届总理，分别是1927年5月5日至1928年8月10日和1929年5月9日至10月11日。

## 早年生活和教育
1890年8月10日，扈利出生于黎巴嫩山省阿莱区雷奇马亚镇，父母是黎巴嫩马龙派基督徒。他学习的是法律。

## 政治生涯
库里创立了黎巴嫩宪法集团党，并在1943年9月21日当选总统，之前担任内阁部长。他是一位坚定的民族主义者，反对法国托管。1943年11月11日，他被自由法国部队逮捕，并在拉沙亚塔囚禁了11天，一同被囚禁的还有总理里亚德·苏勒赫（Riad Al Solh）、卡米耶·夏蒙（Camille Chamoun），以及独立后一代主宰政坛的众多其他人物。
大规模示威活动迫使自由法国军队于1943年11月22日释放了包括扈利在内的囚犯，这一天如今被定为黎巴嫩国家独立日。
扈利因起草《国家公约》而被人们铭记，该公约是黎巴嫩基督教徒和穆斯林领袖之间的一项协议，构成了该国今天宪法结构的基础，尽管直到1989年《塔伊夫协议》才将其编入《黎巴嫩宪法》。基督教徒接受黎巴嫩加入阿拉伯联盟并同意不寻求法国的保护，穆斯林同意接受黎巴嫩在现有边界内的国家，并承诺不寻求与邻国叙利亚的统一。该公约还根据1932年的人口普查，按照6名基督徒和5名穆斯林的比例分配国民议会席位，该比例后来进行了修改，以平等地代表两个宗教的信徒。最重要的是，三个主要的宪法职位（总统、总理和国会议长）分别分配给了黎巴嫩三大教派的马龙派基督教徒、逊尼派穆斯林和什叶派穆斯林。
扈利执政期间，经济增长迅猛，但1948年阿以战争爆发，黎巴嫩站在阿拉伯一边，导致黎巴嫩经济不堪重负，财政负担沉重，约10万巴勒斯坦难民涌入。他的政府以严重腐败而闻名。1951年，卡米耶·夏蒙、皮埃尔·杰马耶勒、雷蒙德·埃德、卡迈勒·琼布拉特、黎巴嫩长枪党和叙利亚民族党结成联盟，名为“社会主义阵线”。1952年9月18日，在大规模示威游行中，社会主义阵线成功迫使扈利辞职。

## 个人生活
1922年，埃尔·扈利与劳拉·希哈 (Laura Shiha) 结婚。她是银行家兼知识分子米歇尔·希哈（Michel Shiha）的妹妹，米歇尔为扈利提供了经济援助，并向他介绍了宗教权力分享和自由市场经济的理念。
他的儿子米歇尔·扈利（Michel El Khoury）于1978年至1984年以及1991年至1993年担任黎巴嫩中央银行行长。
安条克的马龙派牧首保罗·彼得·梅乌奇（Paul Peter Meouchi）是他的二表兄。

## 遗产
埃尔·扈利因其在黎巴嫩独立过程中发挥的作用而被广泛视为黎巴嫩的民族英雄，也是该国现代政治中最重要的人物之一。然而，他在总统任期内因多项问题而受到批评，其中最突出的是腐败、裙带关系和选举舞弊。